# Voter ID-laws in de Verenigde Staten
Voter ID-laws in de Verenigde Staten (letterlijk vertaald: "stemmeridentificatiewetten") zijn wetten waarin beschreven is dat enige vorm van officiële identificatie vereist is om zich als stemgerechtigde te registreren om te stemmen, om een stembiljet voor een verkiezing te krijgen, of te kunnen stemmen. South Carolina was omstreeks 1950 de eerste staat met dergelijke wet.

## Soorten

Kaart van de Verenigde Staten met de per staat geldende wetten tijdens de Amerikaanse presidentsverkiezingen 2016.
Foto-ID verplicht (streng)
Foto-ID verplicht
ID verplicht (streng)
ID verplicht
Geen ID verplicht

De wetten kunnen verschillen van staat tot staat. Sommigen hanteren een streng beleid, anderen dan weer niet. In 'strenge' staten (vermeld tussen haakjes) worden stemmen zonder bijhorende ID niet gevalideerd. 
In 'niet-strikte' staten kunnen stemmen gevalideerd worden aan de hand van alternatieve wijzes zoals het ondertekenen van een verklaring. De alternatieven zijn opnieuw van staat tot staat verschillend. 
Hieronder een lijst van varianten op de wet en de staten waar ze van kracht zijn:
- Foto-ID verplicht (streng gecontroleerd): Georgia, Indiana, Kansas, Mississippi, Tennessee, Virginia en Wisconsin.
- ID verplicht (streng gecontroleerd): Arizona, North Dakota en Ohio.
- Foto-ID verplicht: Alabama, Florida, Hawaii, Idaho, Louisiana, Michigan, Rhode Island, South Dakota en Texas.
- ID verplicht: Alaska, Arkansas, Colorado, Connecticut, Delaware, Kentucky, Missouri, Montana, New Hampshire, Oklahoma, South Carolina, Utah en Washington.
- Geen ID verplicht: California, Illinois, Iowa, Maine, Maryland, Massachusetts, Minnesota, Nebraska, Nevada, New Jersey, New Mexico, New York, North Carolina, Oregon, Pennsylvania, Vermont, West Virginia, Wyoming en Washington D.C.